# Anton von Troeltsch
Anton Friedrich von Troeltsch, född 3 april 1829 i Schwabach, död 9 januari 1890 i Würzburg, var en tysk friherre och öronläkare.
Troeltsch blev 1864 professor i Würzburg. Han införde bland annat metoden att undersöka örat med hjälp av ljus, som återkastas av en konkav spegel. Troeltschs främsta arbeten är Die angewandte Anatomie des Ohres (1860), Lehrbuch der Ohrenheilkunde (1862; många upplagor), Die chirurgischen Krankheiten des Ohres (1866) och Gesammelte Beiträge zur pathologischen Anatomie des Ohres (1883).